# Gustavianska donationen

Gustav II Adolf.

Gustavianska donationen var en mycket stor donation från Gustav II Adolf till Uppsala universitet år 1624. Bland annat ingick 378 gårdar, två mjölkvarnar, en sågkvarn samt tionden från åtta socknar.
Kapitalet ägs i dag av Gustavianska stiftelsen, som har ett marknadsvärde på 4 miljarder kronor och förvaltas av Uppsala Akademiförvaltning. Avkastningen används till olika ändamål inom Uppsala universitet.